# Staburaga pagasts
Staburaga pagasts er en territorial enhed i Aizkraukles novads i Letland. Pagasten etableredes i 1945, havde 450 indbyggere i 2010 og omfatter et areal på 58,50 kvadratkilometer. Hovedbyen i pagasten er Staburags.